# Lost Planet: Extreme Condition
Lost Planet: Extreme Condition (укр. Загублена планета: Екстремальна умова) — відеогра жанру шутера від третьої особи, розроблена та опублікована Capcom для Xbox 360, Microsoft Windows і PlayStation 3. Гра була випущена на Xbox 360 в Японії в грудні 2006 року, в Північній Америці і PAL-регіонах в січні 2007 року, на ПК в Північній Америці і PAL-регіонах в червні 2007 року, і на PlayStation 3 у всьому світі в лютому 2008 року.
Версії Lost Planet для PlayStation 3 і Microsoft Windows отримали різні відгуки, але версія для Xbox 360 отримала позитивні відгуки. Продано більше мільйонів копій в усьому світі на квітень 2017 рік. В травні 2008 року вийшло «золоте» видання гри під назвою Lost Planet: Colonies. Продовження Lost Planet 2 було оголошено у лютому 2009 року і надійшло в продаж в травня 2010 року.

## Ґеймплей

### Однокористувацька гра
Гравець керує персонажем з видом від третьої особи. Гравець може перемикатися між видом від першої особи і видом від третьої особи в будь-який момент. Пропонується подорожувати пішки або їздити на різних механізованих костюмах, що називаються бронекостюмами. Бронекостюм несе важке озброєння, таке як кулемет Ґетлінга і ракетні пускові установки. Можна підібрати зброю, яке лежить на землі, і вести вогонь з різної зброї одночасно. Пересуваючись пішки, гравці можуть використовувати гак, щоб дістатися до важкодоступних місць, або підключити до бронекостюма і захопити його. Водіння бронекостюмів і використання деяких видів зброї потребує теплової енергії. Крім того, холодна температура планети постійно зменшує рівень теплової енергії персонажа. Він може поповнювати рівень теплової енергії, перемагаючи ворогів або активуючи пости передачі даних. Пости передачі даних також дозволяють гравцю використовувати їх навігаційні радари, щоб побачити наближення ворогів. Кожний з 11 рівнів супроводжуються босом, який може бути або ворогом у бронекостюмі, або великою істотою — акридом.

### Мережева гра
Мережева гра через інтернет також потребує від гравців слідкувати за рівнем теплової енергії, але тут, коли енергія закінчується, це не приводить до смерті персонажа. Замість цього гравець втрачає змогу використовувати бронекостюм або вогнепальну зброю.
Мережева гра складається з чотирьох режимів: «Ліквідація», «Командна ліквідація», «Захоплення посту» і «Втікач». Гравці отримують бали, вбиваючи персонажів інших гравців і активуючи пости передачі даних, і втрачають бали при смерті або здійсненні самогубства. Захоплення посту — це режим, в якому гравці протиборчих команд змагаються, щоб захопити як можна більше постів передачі даних до того, як вичерпається відведений час. Командна ліквідація являє собою змагання зі знищення ворожих команд, максимально можуть брати участь 16 гравців. Ліквідація — це режим Deathmatch знову-таки на 16 гравців. Втікач — це режим гри, де одна людина позначається як втікач, який заробляє за вбивства бали, а інші намагаються знищити його та забрати всі бали втікача до того, як вичерпається час.

## Сюжет

### Місце дії
Подія гри Lost Planet відбувається в Т. С.-80 році, коли умови для прожитку на Землі для людини стали неможливі. Мегакорпорація Neo-Venus Construction (NEVEC) планує колонізувати E.D.N. III. Прибувши на планету, NEVEC виявляє інопланетну екосистему, згодом названу акридами, і змушена тимчасово відмовитися від колонізації планети. Повернувшись на E.D.N. III з армією, вони виявляють, що акриди містять біологічні джерела енергії (T-ENG), яка можна використати для виживанні на планеті. NEVEC будує перший бронекостюм (VS), яка працює на T-ENG, для боротьби з акридами. Між тим, громадські колоністи і військовослужбовці, що називають себе «сніговими піратами», продовжують шукати вихід з їх кочового способу життя, збираючи T-ENG зі знищених акридів.

### Дія
Гра починається з того, що головний герой гри Вейн Голден, його батько Гейл та їх солдати отримують завдання вбити гігантського акрида, відомого як Зелене око. Під час місії герой віддаляється від своєї команди і бачить як вибухає бронекостюм батька.
Вейн опиняється в снігах і лишається там в анабіозі на 30 років. Отямившись, він виявляє, що знаходиться під наглядом Юрія Золотова та його екіпажу: сніжних піратів Луки й Ріка. Крім власного імені та Зеленого ока, Вейн нічого не пам'ятає. Юрій зацікавлений у тепловому додатку (або Гармонізаторі), прикріпленому до руки Вейна, який дозволив йому пережити увесь цей час. Юрій каже Вейну, що NEVEC працює над проєктом, спрямованим на відтанення планети, щоб зробити її безпечною та придатною для життя. Вейн приєднується до групи Юрія, і під час виконання завдання зі знищенню вулика акридів Сарани б'ється з жінкою на ім'я Безил. Вона каже йому, що Юрій вбив її чоловіка і вона хоче помститися. У той же час, Юрій таємно зникає, залишаючи Вейну питання про довіру до нього. За допомогою Ріка й Луки Вейн виявляє місцезнаходження Зеленого Ока і вбиває його за допомогою бронекостюма свого батька Гейла. Невдовзі після того, Вейн і його бронекостюм зазнають атаки польового командира NEVEC Бандеро. Після втечі від атаки Вейн згадує, що його батька вбив не Зелене око, а Бандеро і кілька солдатів NEVEC. Вейн ледве рятується, тільки щоб дізнатися, що їх піратська фортеця (трейлер) був обложений і що Рік потрапив у полон.
Протягом наступного року Вейн і Лука здійснюють військові рейди на NEVEC, яка узяла контроль над всім людством на планеті. Під час з одної своїх атак вони виявляють, що Рік все ще живий завдяки допомозі Безил. Безил і Вейн беруть в заручники солдата NEVEC на ім'я Джо. Після цього Безил пояснює, що Гармонізатор сповільняє процес старіння і підживлює бронекостюма Гейла. Після того як вони допитали Джо, вони дізнаються більше про NEVEC-овський проєкт «Фронтир». Джо каже їм, що це план NEVEC з перетворення E.D.N. III на безпечним місцем проживання людей. Після вступу до лав снігових піратів Джо організовує Вейну зустріч з керівництвом NEVEC і мимоволі приводить до засідки, де Бандеро стріляє Вейну в ногу. Під час протистояння Вейн і Джо дізнаються, що проєкт буде використовувати T-ENG, щоб убити всіх акридів, але це водночас уб'є всіх людей на поверхні, тоді як керівництво NEVEC перебуватиме в той час у космосі. Налякані пірати продовжують останню місію з метою зупинити проєкт. Вейн протистоїть Бандеро і вбиває його, повертаючи перебудований бронекостюм батька. Вейн знаходить Юрія при смерті від тортур, Юрій дає Вейну додаток до його Гармонізатора, що дозволяє розкрити сповна потенціал його бронекостюма.
У той час як Вейн починає свою атаку на начальство NEVEC — командира Айзенберга, Безіл жертвує собою, щоб виграти для нього час, і Джо відправляється встановлювати вибухівку, щоб зруйнувати ліфт, в якому NEVEC хотіла сховатися. Вейн бореться з Айзенбергом і після бойових дій в бронекостюмах застрелює його пістолета, а потім непритомніє. Вейн прокидається і виявляє поруч Луку й Ріка. Вони спостерігають танення снігу й льоду на планеті, а також повільну колонізацію планети, яка починається заново.